# Candidaturas a los Juegos Panamericanos de 1975
Dos ciudades presentaron candidaturas para albergar los Juegos Panamericanos de 1975 que fueron reconocidas por la Organización Deportiva Panamericana. El 29 de agosto de 1969, Santiago fue seleccionada por unanimidad sobre San Juan para ser sede de los VII Juegos Panamericanos por la ODEPA en su X asamblea general, celebrada en Cali, Colombia.
En 1973, Santiago desistió de ser anfitrión y en 1974 su sustituto São Paulo hizo lo mismo. A Ciudad de México se le otorgaron los derechos de sede con solo 10 meses para prepararse.

## Ciudades candidatas

### Santiago de Chile
Esta candidatura marcó la cuarta vez que Santiago se postuló para albergar los Juegos Panamericanos: primero los que se realizaron en São Paulo, luego Winnipeg y para los juegos de Cali. La postulación de Santiago de Chile contó con el apoyo del entonces presidente de la República, Eduardo Frei Montalva.

### San Juan, Puerto Rico
En general, se entendió que San Juan no sería sede de los Juegos Panamericanos de 1975, por lo que el presidente del Comité Olímpico de Puerto Rico, Felicio Terregrosa, pidió ser la ciudad sede alternativa en caso de que Santiago se echara atrás. La oferta de Puerto Rico se presentó de manera extemporánea.

## Votación
27 países formaron parte de la votación para escoger la sede:
| Ciudad   | País        | Ronda 1 |
| Santiago | Chile       | 27      |
| San Juan | Puerto Rico | 0       |

## Santiago como ciudad sede

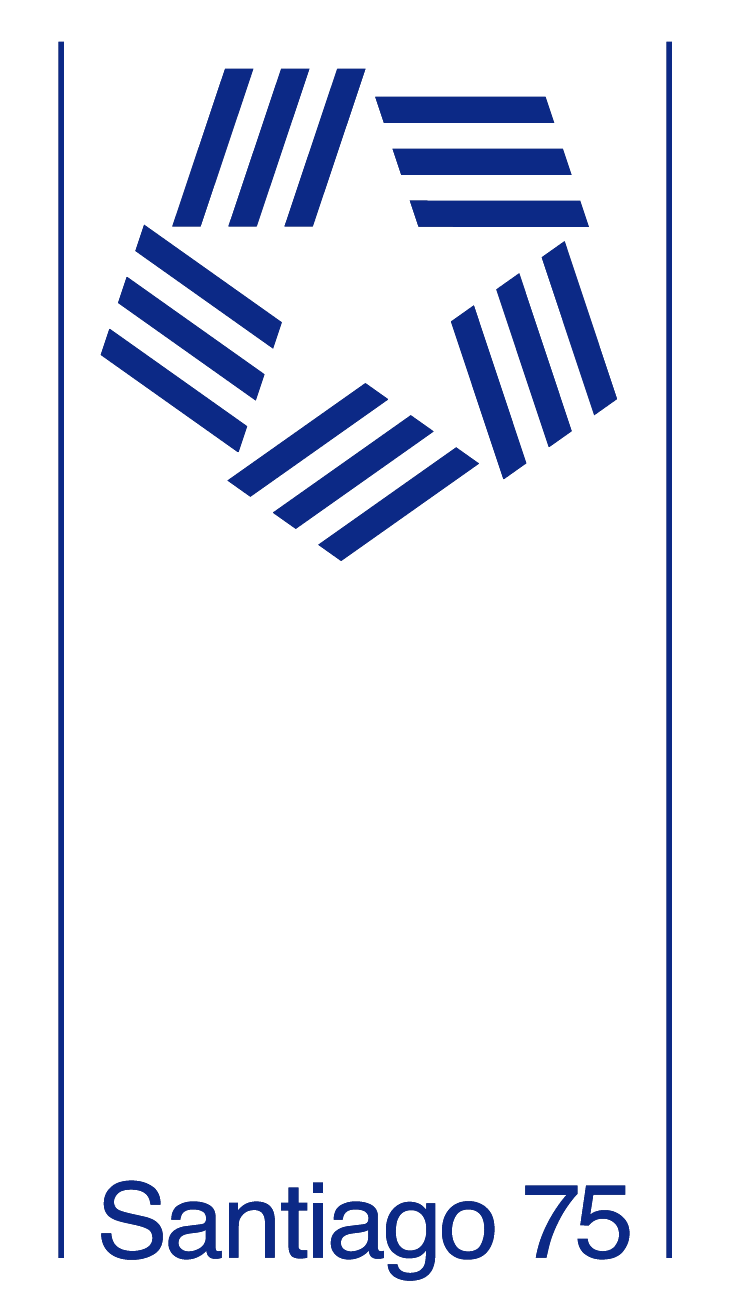
Logotipo de Santiago 75 como ciudad sede.

El Comité Organizador fue constituido en la capital chilena el 21 de abril de 1972, durante el gobierno de Salvador Allende, y entre las obras anunciadas para dicho evento se contaba:
- Finalización de la construcción del estadio techado del Parque Cousiño (actual Parque O'Higgins), con capacidad para 18 000 personas.
- Estadio de tenis en el Estadio Nacional, con capacidad para 5000 espectadores.
- Polígono de tiro en la hacienda Lo Aguirre.
- Pista olímpica para remo de 2400 metros en Pudahuel.
- Nueva pista de atletismo en el Estadio Nacional.
- Nuevos estadios para béisbol y hockey césped en las inmediaciones del Estadio Nacional.
- Villa Panamericana para 5000 deportistas en el sector de la Villa Compañero Ministro Carlos Cortés en Las Condes, cercana a la Escuela Militar del Libertador Bernardo O'Higgins, con un complejo deportivo.[13]

La ciudad de Valparaíso fue propuesta como sede para el remo, utilizando el Lago Peñuelas, y se proponía que junto con Viña del Mar fueran subsedes del fútbol y del básquetbol.
Se propuso también la realización de un sistema de apuestas deportivas para financiar parte de los gastos de la organización, denominado "Polla del Deporte" y administrado por la Polla Chilena de Beneficencia y que se esperaba debutara a finales de 1973, y en julio de 1972 fue presentado el logotipo oficial del evento, diseñado por los arquitectos Juan Carlos Berthelon y Rodrigo Ampuero con la dirección del publicista Antal Lipthay, y que consistía en una abstracción del escudo de Chile.

## Búsqueda de nueva sede
Una serie de dificultades económicas y políticas tras el golpe de Estado de 1973 forzaron a que el gobierno chileno suspendiera la realización de los juegos el 24 de septiembre de 1973 y acordara el 1 de octubre que se presentara una propuesta para posponer los Juegos Panamericanos hasta 1977. ODEPA visitó a la Junta de Gobierno el 24 de octubre de 1973 y propuso situaciones excepcionales para garantizar la realización del evento, pero la junta militar chilena rechazó las indicaciones y la sede fue retirada.
San Juan (Puerto Rico) había sido seleccionada como sede suplente en caso de que Santiago de Chile renunciara, sin embargo desistió al haber sido elegida como sede de los Juegos Panamericanos de 1979. En diciembre de 1973 São Paulo (Brasil) fue elegida como la nueva sede, pero fue obligada a dimitir en una reunión celebrada en Varna (Bulgaria) el 16 de octubre de 1974 debido a un brote de meningitis.
Luego de que São Paulo se retirara, el presidente Luis Echeverría Álvarez informó al presidente del Comité Olímpico Mexicano (COM), Mario Vázquez Raña, que Ciudad de México estaba autorizada para albergar los juegos de manera de emergencia. Luego, el comité informó a ODEPA que la ciudad sería sede de los juegos si no hubiera otros países o ciudades interesados. Faltando apenas 10 meses para los Juegos Panamericanos, la ODEPA anunció que Ciudad de México sería la ciudad sede.